# Pirschzeichen

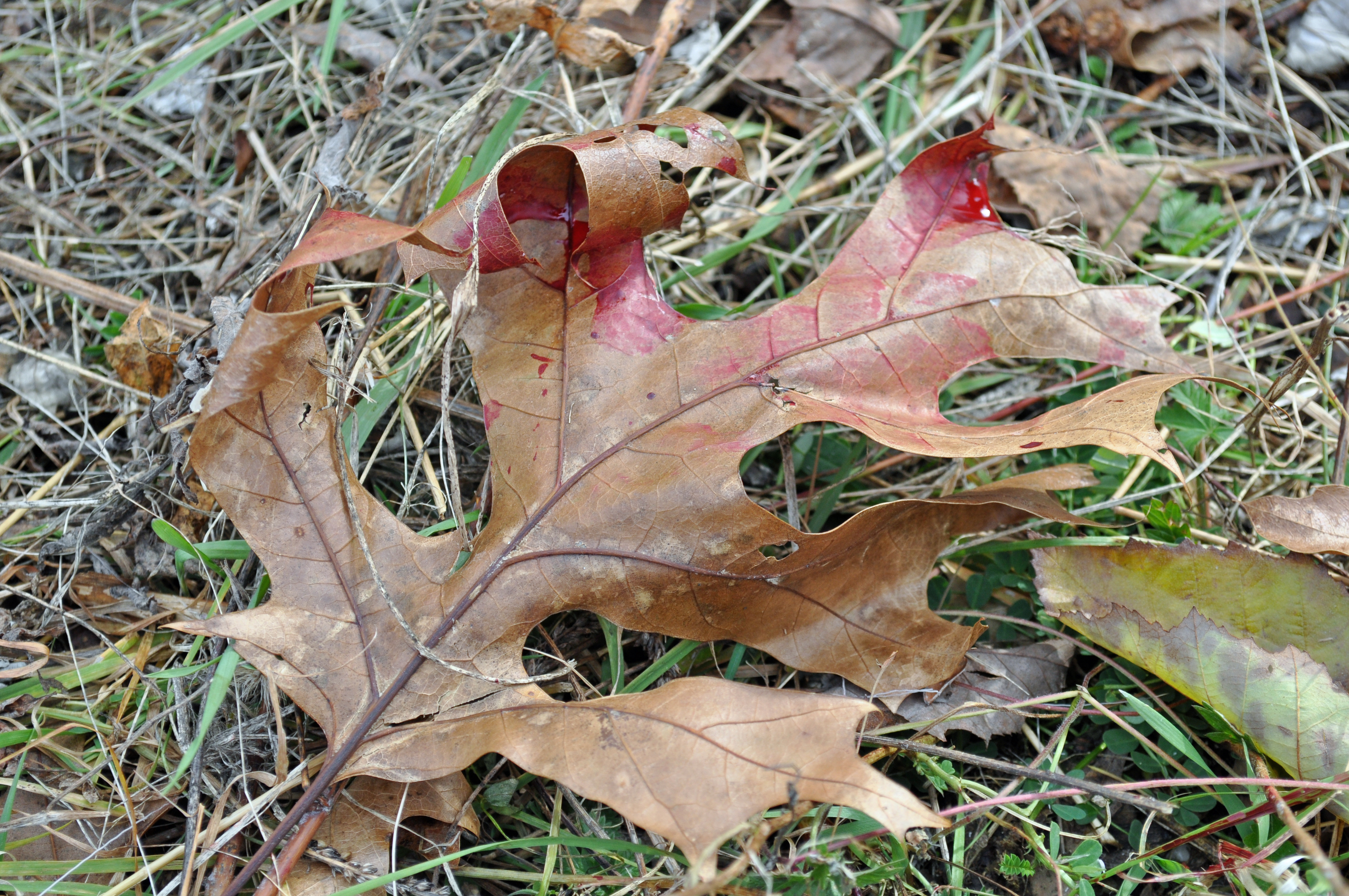
Blutspur auf Blatt

Als Pirschzeichen (auch Pürschzeichen) bezeichnen Jäger alles, was beschossenes Wild am Anschuss zurücklässt. Hier ist der Anschuss der Ort im Gelände, wo es vom  Projektil der Jagdwaffe getroffen wurde. Dazu gehören:
- ausgetretenes Blut (jagdlich: Schweiß)
- Haare des Tieres, die durch das Geschoss abgetrennt wurden, in der Jägersprache Schnitthaar genannt
- Knochensplitter
- Fleischstückchen („Wildbretfetzen“)
- Bodenverwundungen („Eingriffe“) durch die Beine („Läufe“) des Tieres
- Zähne und Geweihteile oder Teile eines Horns

Die Beschaffenheit der Pirschzeichen gibt dem Jäger Erkenntnisse über den Anschuss, hier den „Sitz“ des Geschosses im Wildkörper, sowie die Art der Verletzung. Das ist von Bedeutung, wenn das beschossene Tier nicht unmittelbar am Anschuss verendet, sondern flüchtet („abspringt“) und eine Nachsuche mit dem Schweißhund erforderlich wird.
Pirschzeichen dürfen nicht mit Schusszeichen, der Reaktion des Tieres auf den Schuss, verwechselt werden.